# Борха Севальос, Родриго
Родри́го Бо́рха Сева́льос (исп. Rodrigo Borja Cevallos, род. 19 июня 1935, Кито, Эквадор) — президент Эквадора с 1988 по 1992 год, социал-демократ.

## Биография
- Родился 19 июня 1935 года в Кито столице Эквадора.
- В 1970 году основал Демократическую левую партию Эквадора.
- Участвовал в президентских выборах 1978 года и занял 4 место (12% голосов).
- Участвовал в президентских выборах 1984 году. Победил в первом туре с результатом 36 процентов и считался фаворитом, но проиграл во втором туре, получив 48,46%.
- В 1988 году победил на президентских выборах (24,48% голосов в 1-м туре и 54,0% во 2-м) и стал президентом Эквадора. Его политика была направлена на экономические проблемы страны, и он усилил сотрудничество с другими странами Американского континента.
- В 1997 году был одним из основных деятелей, участвовавших в свержении президента Абдалы Букарама.
- В 1998 году участвовал в президентских выборах и, набрав 12 процентов голосов, занял 3 место.
- В 2002 году принял участие в президентских выборах и, набрав 14 процентов голосов, занял 4 место.
- В 2007 году был избран генеральным секретарём Союза южноамериканских наций, однако из-за расхождений с этим органом пост так и не занял.
- В 2013 году опубликовал монументальную «Энциклопедию политики»[2].

Родриго утверждает, что является прямым потомком папы Александра VI.

## Внешняя политика
Будучи вице-президентом Социалистического интернационала, Родриго Борха Севальос пользовался хорошими отношениями с несколькими западноевропейскими странами. Он был особенно близок с португальским президентом Мариу Сауришем, который присутствовал на его инаугурации. Президент Эквадора также уважал президента Франции Франсуа Миттерана, чья жена Даниэль присутствовала на церемонии инаугурации от имени Франции. Также присутствовали заместитель премьер-министра Испании, а также представители Федеративной Республики Германии (Западной Германии), Германской Демократической Республики (Восточной Германии) и Швеции. На инаугурации были представители Советского Союза и Китайской Народной Республики. Правительство Родриго Борха Севальос выражало поддержку палестинскому народу и мирному урегулированию арабо-израильского конфликта под эгидой ООН. В сентябре 1989 года Родриго Борха Севальос присутствовал на саммите Движения неприсоединения в Югославии.